# Vegfinans
Vegfinans AS är en norsk vägtullsoperatör som ägs av Akershus, Innlandet, Vestfold, Telemark fylke, Buskerud och Østfold fylkeskommuner. Företaget bildades 14 februari 2001 och har huvudkontor i Drammen.
Alla vägtullar i Norge har en vägtullsoperatör som ansvarar för finansieringen av vägprojektet. Rätten att kräva betalning av vägtullar beviljas när ett vägtullsavtal ingås med Statens vegvesen. Vegfinans AS är en av de regionala vägtullsoperatörer som har etablerats till följd av Regeringen Solbergs vägtullsreform, där sammanslagning av vägtullsoperatörerna till fem regionala bolag är en del. Regeringen signerade nytt vägtullsavtal med Vegfinans den 17 november 2017.
Alla Vegfinans betalstationer är numer anpassade för automatisk betalning, och man använder ett system som går under namnet AutoPASS där man har en transponder i bilen. Innehavare av giltig AutoPASS eller annan Easygo-transponder (till exempel Brobizz) kan använda den för automatisk betalning i Autopass betalstationer genom Easygo-samarbetet.

## Projekt
Vegfinans AS har över 20 helägda dotterbolag. Vegfinans utför även administrativa tjänster till ytterligare fyra företag i och utanför koncernen.

### Projekt i regionen
- Bypakke Grenland
- E16 Oppland
- E6 Oppland
- Fv34 Oppland
- Østfold Bompengeselskap
- Bypakke Nedre Glomma
- E18 Vestfold
- E6 Ringebu - Otta
- Gausdalsvegene
- Oslofjordtunnelen
- E16 Kongsvingervegene
- E6 Gardermoen - Moelv
- Fv33 Oppland
- Hallingporten
- Tønsberg Hovedvegfinans
- E134 Buskerud
- Rv4 Oppland